# Saint-Hilaire-du-Maine
Saint-Hilaire-du-Maine és un municipi francès situat al departament de Mayenne i a la regió de País del Loira. L'any 2007 tenia 814 habitants.

## Demografia

### Població
El 2007 la població de fet de Saint-Hilaire-du-Maine era de 814 persones. Hi havia 295 famílies de les quals 54 eren unipersonals (29 homes vivint sols i 25 dones vivint soles), 93 parelles sense fills, 131 parelles amb fills i 17 famílies monoparentals amb fills.
La població ha evolucionat segons el següent gràfic:
Habitants censats

### Habitatges
El 2007 hi havia 358 habitatges, 295 eren l'habitatge principal de la família, 27 eren segones residències i 36 estaven desocupats. 338 eren cases i 7 eren apartaments. Dels 295 habitatges principals, 216 estaven ocupats pels seus propietaris, 78 estaven llogats i ocupats pels llogaters i 1 estava cedit a títol gratuït; 2 tenien una cambra, 18 en tenien dues, 56 en tenien tres, 74 en tenien quatre i 145 en tenien cinc o més. 220 habitatges disposaven pel capbaix d'una plaça de pàrquing. A 136 habitatges hi havia un automòbil i a 142 n'hi havia dos o més.

### Piràmide de població
La piràmide de població per edats i sexe el 2009 era:
| Homes | Edats   | Dones |
| ----- | ------- | ----- |
| 0     | 95 o +  | 0     |
| 0     | 90 a 94 | 0     |
| 0     | 85 a 89 | 8     |
| 4     | 80 a 84 | 0     |
| 4     | 75 a 79 | 24    |
| 16    | 70 a 74 | 16    |
| 24    | 65 a 69 | 0     |
| 16    | 60 a 64 | 32    |
| 4     | 55 a 59 | 16    |
| 40    | 50 a 54 | 20    |
| 16    | 45 a 49 | 12    |
| 16    | 40 a 44 | 12    |
| 44    | 35 a 39 | 20    |
| 20    | 30 a 34 | 36    |
| 20    | 25 a 29 | 24    |
| 8     | 20 a 24 | 16    |
| 12    | 15 a 19 | 12    |
| 20    | 10 a 14 | 12    |
| 40    | 5 a 9   | 36    |
| 36    | 0 a 4   | 20    |

## Economia
El 2007 la població en edat de treballar era de 484 persones, 403 eren actives i 81 eren inactives. De les 403 persones actives 380 estaven ocupades (211 homes i 169 dones) i 23 estaven aturades (6 homes i 17 dones). De les 81 persones inactives 36 estaven jubilades, 21 estaven estudiant i 24 estaven classificades com a «altres inactius».

### Ingressos
El 2009 a Saint-Hilaire-du-Maine hi havia 301 unitats fiscals que integraven 826 persones, la mediana anual d'ingressos fiscals per persona era de 15.566,5 €.

### Activitats econòmiques
Dels 21 establiments que hi havia el 2007, 1 era d'una empresa alimentària, 2 d'empreses de construcció, 3 d'empreses de comerç i reparació d'automòbils, 3 d'empreses de transport, 1 d'una empresa d'hostatgeria i restauració, 1 d'una empresa financera, 1 d'una empresa immobiliària, 6 d'empreses de serveis, 2 d'entitats de l'administració pública i 1 d'una empresa classificada com a «altres activitats de serveis».
Dels 6 establiments de servei als particulars que hi havia el 2009, 1 era una oficina bancària, 1 taller de reparació d'automòbils i de material agrícola, 1 guixaire pintor, 1 perruqueria, 1 restaurant i 1 agència immobiliària.
L'únic establiment comercial que hi havia el 2009 era una botiga de menys de 120 m².
L'any 2000 a Saint-Hilaire-du-Maine hi havia 78 explotacions agrícoles que ocupaven un total de 2.695 hectàrees.

## Equipaments sanitaris i escolars
El 2009 hi havia una escola elemental.

## Poblacions més properes
El següent diagrama mostra les poblacions més properes.